# Кэллоуэй, Кэб
Кэбелл «Кэб» Кэллоуэй-третий (англ. Cabell «Cab» Calloway III; 25 декабря 1907 — 18 ноября 1994) — американский джазовый певец (тенор).

## Биография
Родился в Рочестере (Нью-Йорк) 25 декабря 1907 года. Отец Кэба был юристом, а мать — учительницей и органисткой. У него была сестра Бланш, старше его на пять лет и сыгравшая в будущем важную роль в его творчестве.
В 1918 году семья переехала в Мэриленд, где его мать нашла работу в местной церкви. Она и подтолкнула своих детей на то, чтобы они начали серьёзно заниматься вокалом. Кэбу очень нравилось петь в церкви. Родители открыли музыкальный талант в своем сыне, и в 1922 году он начал брать индивидуальные уроки вокала.
В 1924 году Кэб поступил в школу Frederick Douglas High School и там увлекся баскетболом. Несмотря на повышенный интерес к спорту, Кэллоуэй не прекратил заниматься музыкой. Он часто посещал джазовые клубы и многому учился у мэтров джаза. Вскоре Кэб стал выступать в театре Regent Theatre.
В 1927 году, окончив школу, Кэб присоединился к оркестру своей сестры Бланш Кэллоуэй, «Blanche Calloway and Her Joy Boys», весьма известному (они записывались с Луи Армстронгом, Виком Дикенсоном, Кози Коулом, Беном Уэбстером). Кэб выступал с оркестром сестры во время летнего тура по стране с популярным чёрным ревю «Plantation Days». Тем не менее с приходом осени ему пришлось покинуть оркестр, поскольку родители, не очень-то одобрявшие карьеру, которую выбрала себе Бланш, настояли на том, что Кэб должен стать юристом, как и его отец.
Поступив осенью 1927 года в чикагскую юридическую школу «Crane College», Кэб, тем не менее, проявил мало интереса к юриспруденции, предпочтя большую часть времени играть на барабанах и петь в клубе «Dreamland Cafe», откуда вскоре перебрался в «Sunset Cafe», чикагский эквивалент «Cotton Club», где Кэбу довелось выступать с такими музыкантами, как Луи Армстронг и Кэролл Дикенсон.
В том же заведении был и собственный оркестр, называвшийся «Marion Hardy’s Alabamians», с которым Кэб иногда выступал. Его яркий сценический образ так нравился публике, что музыканты оркестра дружно проголосовали за идею пригласить Кэба на роль бэнд-лидера. Оркестр, состоявший из 11 человек, был переименован в «The Alabamians». Кэб сразу же проявил недюжинный организаторский талант, подписав контракт с агентством «MCA» и отправившись в Нью-Йорк, где получил ангажемент в Savoy Ballroom. Проиграв «битву оркестров» собственному оркестру танцзала, «The Missourians», Кэб тут же распустил «The Alabamians», предложив свои услуги оркестру-победителю. «The Missourians» вежливо отказались, но после выступления Кэллоуэя в ревю «Hot Chocolates», его заметил Ирвинг Миллс и предложил свои услуги — и вскоре «The Missourians» стали называться «Cab Calloway Orchestra».
В 1930 году Ирвинг устроил Кэба и его оркестр в престижный нью-йоркский ночной клуб Cotton Club. Практически сразу же коллектив стал называться Cab Calloway’s Cotton Club Orchestra и начал работу над дебютной записью. Буквально через несколько лет Кэб был уже необыкновенно популярен, а его стильный белоснежный костюм — притчей во языцех.
В 1935 году музыкант отправился в свой первый европейский тур.
В 1940 году клуб «Cotton Club» закрылся и Кэба тот час же пригласили в «Club Zanzibar», где он впервые стал записываться «вживую».
В 1942 году музыкант снова отправился на гастроли. И вновь поездка оказалась чрезвычайно успешной.
В 1947 году, с началом заката «эры свинга», Кэллоуэй сформировал группу из семи человек, называвшуюся «Cab Calloway and his Cab Jivers».
В 1948 году, после выступлений на Кубе, Кэб распустил оркестр, и сократил «Cab Calloway and his Cab Jivers», превратившуюся в квартет, в который вошли Иона Джонс, Милтон Хинтон и Панама Фрэнсис. (Поговаривают, что истинной причиной была не только потеря интереса публики к биг-бэндам, но также упоминаются и проблемы, вызванные пристрастием Кэба к азартным играм).
В 1950 году Кэллоуэй исполнил роль Спортинг-Лайфа в бродвейской постановке оперы «Порги и Бесс» Дж. Гершвина (эту партию композитор писал в расчёте на Кэллоуэя).
В 1951 году Кэб вновь собрал оркестр для турне по Южной Америке, распустив его в 1954 и сконцентрировавшись на сольной карьере, выступая по большей части на Бродвее, в том числе в пьесах «Hello Dolly» и «The Pajama Game», а также снимаясь в голливудских мюзиклах и участвуя в различных телешоу.
В 1970-х Кэллоуэй редко появлялся на публике, выступая только по особым случаям — например, в 1975 году он руководил турне оркестра Вуди Хёрмана.
В 1976 году была опубликована его автобиография «Of Minnie the Moocher and Me».
В 1980 году в фильме «Братья Блюз» сыграл роль старого джазмена, зарабатывающего на жизнь работой сторожа в детском приюте. На волне интереса к которому было снято несколько документальных фильмов с участием Кэба.
Выступал вплоть до смерти.
В 1994 году Кэб Кэллоуэй умер от сердечного приступа в своём доме в городке Хокессин, штат Делавэр.
В 1996 году «The Cab Calloway Orchestra» был воссоздан внуком — Кэллоуэем Бруксом.

## Интересные факты
- Инициативой Ховарда Эшмана стиль и образ Джинни из мультфильма «Аладдин» во многом схож с Кэбом Кэллоуэем.
- Антагонист из игры «Cuphead» был создан на основе образа Кэба.
- Кэб Кэллоуэй упоминается неоднократно в романах Френсиса Скотта Фицджеральда (воспевшего «век джаза»).